# فحوص صيانة الطائرات

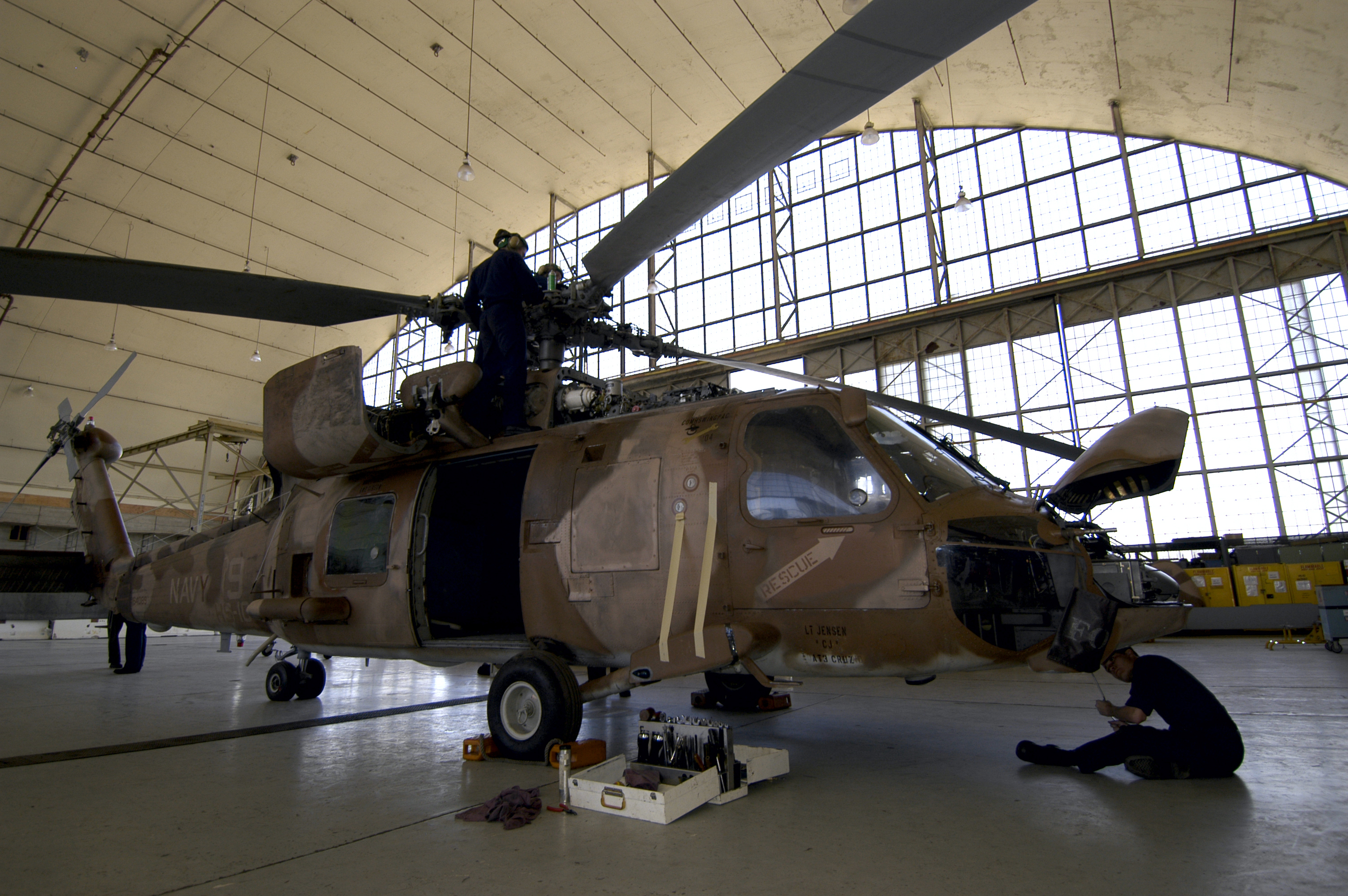
طائرة هليكوبتر تابعة للبحرية الأمريكية من طراز إس إتش-60 إف سي هوك تخضع لصيانة روتينية في عام 2005

فحوصات صيانة الطائرات، هي عمليات تفتيش دورية يجب إجراؤها على جميع الطائرات التجارية والمدنية بعد فترة معينة من الوقت أو الاستخدام. تتبع الطائرات العسكرية عادةً برامج صيانة محددة قد تكون أو لا تكون مماثلة لتلك الخاصة بالمشغلين التجاريين والمدنيين. 

## الطيران التجاري
تتبع شركات الطيران والمشغلين التجاريين الآخرين للطائرات الكبيرة، أو التي تعمل بالطاقة التوربينية، برنامج تفتيش مستمر معتمد من قبل إدارة الطيران الفيدرالية (FAA) في الولايات المتحدة، أو من قبل سلطات أخرى صالحة للطيران مثل دائرة النقل الجوي المدني الكندية (TCCA)، أو وكالة سلامة الطيران الأوروبية (EASA). يعد كل مشغل برنامج صيانة مستمرة لصلاحية الطيران (CAMP) بموجب مواصفات عملياته أو «مواصفات التشغيل». يتضمن البرنامج عمليات تفتيش روتينية وتفصيلية.

### مجلس مراجعة صيانة FAA
في الولايات المتحدة، توجه إدارة الطيران الفيدرالية (FAA) إلى إنشاء متطلبات صيانة الطائرات الأولية لكل نوع من الطائرات في تقرير مجلس مراجعة الصيانة (MRBR) استنادًا إلى التحليل الذي تم إجراؤه على النحو المبين في ATA «MSG-3 المشغل / الشركة المصنعة لتطوير الصيانة المجدولة» وثيقة (MSG-3 لمجموعة توجيه الصيانة - فرقة العمل الثالثة). (MRBR) عبارة عن مجموعة معتمدة من متطلبات الصيانة الأولية للطائرة على النحو المنصوص عليه في الملحق ح للفقرة (25.1529) من (14 CFR الجزء 25). تستخدم الطائرات الحديثة المزودة ببرامج صيانة مشتقة من (MSG-3) معلمات استخدام - مثل ساعات الطيران أو وقت التقويم أو دورات الطيران - لكل مهمة صيانة مطلوبة مدرجة في (MRBR). يتيح ذلك مزيدًا من المرونة في جدولة الصيانة لتقليل وقت تعطل الطائرات.

### نظام فحص ABC
تشير شركات الطيران وسلطات صلاحية الطيران عرضًا إلى عمليات التفتيش التفصيلية على أنها «فحوصات»، وعادة ما تكون واحدة مما يلي: فحص (A)، أو فحص (B)، أو فحص (C)، أو فحص (D). تعتبر عمليات الفحص (A) و (B) خفيفة، بينما تعتبر عمليات الفحص (C) و (D) عمليات فحص ثقيلة. قد يقوم مشغلو الطائرات ببعض الأعمال في منشآتهم الخاصة، ولكن غالبًا ما تتم عمليات الفحص، وخاصة الفحوصات الثقيلة، في مواقع الشركة الخاصة بالصيانة والإصلاح والفحص (MRO).

#### فحص (A)
يتم إجراء فحص (A) كل 400-600 ساعة طيران تقريبًا، أو كل 200-300 رحلة، حسب نوع الطائرة. يحتاج إلى حوالي 50-70 ساعة عمل، وعادة ما يتم إجراؤه في حظيرة الطائرات بالمطار. يستغرق الفحص (A) ما لا يقل عن 10 ساعات عمل. يختلف الحدوث الفعلي لهذا الفحص حسب نوع الطائرة أو عدد دورات الطيران أو عدد ساعات الطيران منذ آخر فحص. يمكن أن تتأخر شركة الطيران في حدوث ذلك إذا تم استيفاء بعض الشروط المحددة مسبقًا.

#### فحص (B)
يتم إجراء فحص (B) كل 6-8 أشهر تقريبًا. يستغرق حوالي 160-180 ساعة عمل، اعتمادًا على الطائرة، وعادة ما يكتمل في غضون 1-3 أيام في حظيرة الطائرات بالمطار. يتم تطبيق جدول حدوث مماثل على الفحص (B) فيما يتعلق بالفحص (A). يتم دمج فحوصات (B) بشكل متزايد في عمليات الفحص (A) المتتالية، أي أن فحوصات (A-1) إلى (A-10) تكمل جميع عناصر الفحص (B).

#### فحص (C)
يتم إجراء فحص (C) كل 20-24 شهرًا تقريبًا، أو عدد محدد من ساعات الطيران الفعلية (FH)، أو وفقًا لما تحدده الشركة المصنعة. يعد فحص الصيانة هذا أكثر شمولاً من فحص (B)، حيث يتطلب فحص الغالبية العظمى من مكونات الطائرة. يؤدي هذا الفحص إلى خروج الطائرة عن الخدمة لمدة 1-2 أسبوع. يجب ألا تغادر الطائرة موقع الصيانة حتى اكتماله. يتطلب أيضًا مساحة أكبر من فحوصات (A) و (B)، لذلك يتم إجراؤها عادةً في حظيرة في قاعدة صيانة. الجهد اللازم لإكمال فحص (C) يصل إلى 6000 ساعة عمل.

#### فحص (3C)
تستخدم بعض السلطات نوعًا من الفحص، يُعرف باسم فحص (3C) أو توقف متوسط (IL)، والذي يتضمن عادةً صيانة هيكلية خفيفة، بما في ذلك فحوصات التآكل، أو على أجزاء محددة عالية الحمولة من هيكل الطائرة. يمكن أيضًا استخدام فحص (3C) كفرصة لترقية المقصورة، مثل المقاعد الجديدة وأنظمة الترفيه والسجاد. يؤدي هذا إلى تقصير وقت خروج الطائرة من الخدمة، من خلال أداء مهمتين متميزتين في وقت واحد. مع تحسن موثوقية المكونات، تقوم بعض عمليات الصيانة والإصلاح بتوزيع عبء العمل عبر العديد من فحوصات (C)، أو دمج فحص (3C) هذا في عمليات فحص (D) بدلاً من ذلك.

#### فحص (D)
يعتبر فحص (D)، الذي يُعرف أحيانًا باسم "زيارة الصيانة الثقيلة" (heavy maintenance visit") واختصاراً (HMV)، إلى حد بعيد الفحص الأكثر شمولاً وتطلبًا للطائرة. يحدث هذا الفحص كل 6-10 سنوات تقريبًا. إنه فحص يفصل الطائرة بأكملها تقريبًا عن بعضها البعض للفحص والإصلاح. حتى الطلاء قد يحتاج إلى إزالته بالكامل للفحص الكامل للغطاء المعدني لجسم الطائرة. يمكن أن يستغرق هذا الفحص عمومًا ما يصل إلى 50000 ساعة عمل وشهرين لإكماله اعتمادًا على عدد الفنيين المعنيين. كما يتطلب أيضًا أكبر مساحة لجميع فحوصات الصيانة، وبالتالي يجب إجراؤها في قاعدة صيانة مناسبة. المتطلبات والجهود الهائلة التي ينطوي عليها فحص الصيانة هذا تجعله الأغلى تكلفة بكثير، مع إجمالي التكاليف لفحص (D) واحد في نطاق مليون دولار.
نظرًا لطبيعة وتكلفة الفحص (D)، يتعين على معظم شركات الطيران - خاصة تلك التي لديها أسطول كبير - التخطيط لفحص (D) لسنوات طائراتها مقدمًا. في كثير من الأحيان، يتم تخزين الطائرات القديمة التي يتم التخلص منها تدريجيًا من أسطول شركة طيران معينة أو يتم إلغاؤها عند الوصول إلى الفحص (D) التالي، نظرًا للتكاليف المرتفعة التي ينطوي عليها مقارنة بقيمة الطائرة. في المتوسط، تخضع الطائرة التجارية لفحصين أو ثلاثة فحوصات (D) قبل تقاعدها.
غالبًا ما يقلل المصنعون من تكلفة فحص (D). تقلل شركة بوينغ من تكلفة أربع من طائراتها، والتوقع هو أنها قللت من تقديرها للطائرة بوينغ 787-9 التي لم تكن في الخدمة في عام 2018 لفترة كافية ليتم إخضاعها لفحص (D).
جميع المبالغ بملايين دولارات الأمريكية، اعتبارًا من 2018.
| الطائرات      | مُقدَّر       | فِعلي        |
| ------------- | ---------- | ----------- |
| B777-200ER    | 2.5 دولار  | 4.0 دولار   |
| B777-300ER    | 2.7 دولار  | 4.5 دولار   |
| بوينغ 747-400 | 4.0 دولار  | 6.0 دولارات |
| B737-800      | 0.65 دولار | 1.0 دولار   |

## مقارنة
| الطراز                         | فحص A                           | فحص (C)                            | فحص D                                               |
| ------------------------------ | ------------------------------- | ---------------------------------- | --------------------------------------------------- |
| إيرباص إيه 220                 | 850 س/ط                         | 8500 س/ط                           |                                                     |
| عائلة إيرباص إيه 320           | 750 س/ط (أو 750 دورة أو 4 أشهر) | 7500 س/ط (أو 5000 دورة أو 24 شهرًا) | 6/12 سنة                                            |
| إيه تي آر 42 / إيه تي آر 72    | 750 س/ط                         | 5000 س/ط                           | 2/4/8 سنوات                                         |
| سلسلة بومباردييه سي آر جيه 700 | 800 س/ط                         | 8000 س/ط                           |                                                     |
| بومباردييه داش 8               | 800 س/ط                         | 8000 س/ط                           |                                                     |
| بومباردييه غلوبال 7500         | 850/36 شهرا                     | 8500 دورة / 12 سنة                 |                                                     |
| عائلة إمبراير اي-جت            | 850 س/ط                         | 8500 س/ط                           |                                                     |
| عائلة إمبراير إي-جت إي2        | 1,000 س/ط                       | 10000 س/ط                          |                                                     |
| ميتسوبيشي جيت                  | 750س/ط                          | 7500 س/ط                           |                                                     |
| بوينغ 737 الجيل القادم         | 150/600 س/ط                     | 7500 س/ط (أو 730 يومًا)             |                                                     |
| بوينغ 747-400 / 747-8          | 600 / 1,000 س/ط                 | 7500/10000 س/ط                     | 6 سنوات (أنظمة) 8/8/6 سنوات (معظم الهياكل والمناطق) |

## روابط خارجية
- وصف D-check في Aerosphere
- اتحاد النقل الجوي
- إدارة الطيران الفيدرالية
- نظام إدارة معلومات معايير الطيران FAA (FSIMS)
- وصف فحوصات المتعلقة بنظام صلاحية الطيران في SKYbrary